# Delphine Gleize
Pour les articles homonymes, voir Gleize.
Delphine Gleize, née le 5 mai 1973 à Saint-Quentin dans le département de l'Aisne, est une réalisatrice et scénariste française. Elle est aussi occasionnellement actrice.

## Biographie
Delphine Gleize suit des études de lettres avant d'intégrer la Fémis (département « Scénario », promotion 1998).
Elle est membre du collectif 50/50 qui a pour but de promouvoir l’égalité des femmes et des hommes et la diversité dans le cinéma et l’audiovisuel,.

## Filmographie partielle

### Réalisatrice et scénariste
- 1998 : Sale Battars (court-métrage)
- 1999 : Un château en Espagne[5] (court-métrage)
- 2000 : Les Méduses (court-métrage)
- 2002 : Carnages
- 2005 : L'Homme qui rêvait d'un enfant
- 2010 : Cavaliers seuls (documentaire) en collaboration avec Jean Rochefort
- 2011 : La Permission de minuit[6]
- 2019 : Beau Joueur (documentaire)

### Actrice
- 2020 : #Jesuislà d'Éric Lartigau : Catherine
- 2024 : La Prisonnière de Bordeaux de Patricia Mazuy : Delphine

## Distinctions

### Récompenses
- Festival du cinéma européen de Lille 1999 : Grand prix du jury pour Sale Battars
- César2000 : meilleur court métrage pour Sale Battars
- Festival de Cannes 2002 : Prix de la jeunesse pour  Carnages
- Festival de Mons 2011 : Prix du public pour La Permission de minuit

### Nominations
- César 2003 : meilleur premier film pour  Carnages